# Константин Гаврас
Константин Гавра или Гаврас (грч. Κωνσταντινος Γαβρας) је био гувернер или дукс (војвода) византијске провинције Халдије, са центром у црноморској луци Трапезунт и њеном планинском залеђу, у северном делу Турске, у северном делу Анадолије. Гавра је владао Халдијом као полунезависни принц између 1126. и 1140. године.

## Биографија
Провинција Халдија је заправо постала аутономна полунаследна област Гавра пошто је његов отац, Теодор Гавра, био пре њега гувернер. 1090-их, његов старији брат Григорије је ковао заверу против византијског цара Алексија I Комнина (1081–1118) и био је затворен.
Након што је служио као стратег Филаделфије, Константин је постао дукс Халдије неко време, вероватно врло кратко, пре смрти цара Алексија I 1118. године. Чини се да је Константин био мање брзоплет у својој политици од свог брата, иако је успео да влада Трапезунтом мање-више ослобођен централне власти између 1126. и 1140. Хонијат га назива „тиранином од Трапезунта“. Постојећи примери показују да је то био „тиранин од Трапезунта“. да је ковао сопствени ковани новац нижег апоена. Године 1140. цар Јован II Комнин (1118–1143) прешао је у Халдију са главном византијском војском да би водио кампању против Турака Данишменда. Ова демонстрација силе била је довољна да задиви Константина Гавру и регион је поново дошао под директну царску контролу.

## Каснија историја његове породице
Након губитка власти, породица Гавра је имала три опције: да спасе своју земљу јужно од Понтских Алпа и свој утицај придруживањем двору Селџучког султаната Рум у Иконији; да сачувају део свог утицаја у византијској сфери придруживањем својим новим господарима у Цариграду; или да се преселе у византијску провинцију најслабије везану за своје некадашње земље и, од 1200, без контроле из Цариграда -- Ператија на Криму. Један члан који се придружио румским Селџуцима постао је везир султана Килиџ Арслана II (1156–1192). Син Константина Гавре, такође по имену Константин, постао је поуздани министар цара Манојла I Комнина. Водио је важну и успешну дипломатску мисију код селџучког султана Килиџ Арслана II 1162. Нема сумње да су његовој мисији помогли породични контакти које је имао на селџучком двору.